# Róż (rzeka)
Róż – rzeka, prawobrzeżny dopływ Narwi o długości 30,17 km.
Płynie w powiecie makowskim. Źródła ma na północny zachód od wsi Ruzieck, skąd płynie do tejże wsi i dalej w kierunku południowo-wschodnim. Przepływa przez wsie: Pach, Zamość, Sławkowo, Młynarze. Następnie przepływa przez Jezioro Sieluńskie i uchodzi ok. 1 km na południowy wschód od wsi Sieluń.